# Theo Fischer (Autor)
Theo Fischer (* 10. Oktober 1931 in Karlsbad (Baden); † 13. Dezember 2013 im Piemont, Italien) war ein deutscher Autor, der insbesondere Werke zur taoistischen Lebenskunst veröffentlichte.

## Leben
Theo Fischer arbeitete über zwanzig Jahre lang als selbständiger Managementberater. 1985 gab er seinen Beruf auf, siedelte mit seiner Frau nach Frankreich über und begann, Bücher über asiatische Philosophie und Lebenskunst zu verfassen. Sein erstes Werk Wu Wei – Die Lebenskunst des Tao wurde ein Bestseller und über 300.000 Mal verkauft.
1997 zog Fischer in den südlichen Piemont in Italien, wo er Seminare und Ferienkurse zu taoistischen Themen anbot. Theo Fischer starb am 13. Dezember 2013 im Piemont.

## Werk
Theo Fischers Bücher beschäftigen sich schwerpunktmäßig mit der praktischen Umsetzung taoistischer Prinzipien im Alltag. Er legt dabei besonderes Gewicht auf das Konzept des Wu wei (Nicht-Handeln im Einklang mit der Natur bzw. dem Tao [nach Pinyin Dao]) und auf eine natürliche, unangestrengte Lebensweise.
Zu seinen wichtigsten Werken zählen:
- Wu Wei – Die Lebenskunst des Tao. Rowohlt Taschenbuch Verlag, Reinbek bei Hamburg 1992, ISBN 3-499-19174-1.
- Lass dich vom Tao leben: Wu wei in der Praxis. Rowohlt Taschenbuch Verlag, Reinbek bei Hamburg 2002, ISBN 3-499-60699-2.
- Yu wei: Die Kunst, sich das Leben schwer zu machen. Rowohlt Taschenbuch Verlag, Reinbek bei Hamburg 2006, ISBN 3-499-62137-1.
- Tao heißt leben, was andere träumen. Rowohlt Digitalbuch, Reinbek 2010, ISBN 978-3-644-43111-9.
- Das Tao der Selbstfindung. Silberschnur Verlag, Güllesheim 2017, ISBN 978-3-89845-550-3.
- WuWei – Lebenskunst des Tao: Nichts tun und alles erreichen. 1. überarbeitete Auflage. Silberschnur Verlag, Güllesheim 2019, ISBN 978-3-89845-623-4.

## Rezeption
In einem Porträt in der Freitag (2002) beschreibt Paul Behrens Theo Fischer als einen humorvollen Lehrer taoistischer Lebenskunst, der in seinen Seminaren ganz ohne dogmatische Strenge auskomme und dafür umso mehr Lebenslust an den Tage lege: „Wenn hier einer nichts lernen sollte, dann soll er wenigstens gut gegessen haben.“ Die Nutzung alltagsnaher Beispiele führt zu einer großen lebenspraktischen Anwendbarkeit der Seminarinhalte, denn, so Fischer: „Das Tao spielt bei allem, was wir tun, eine Rolle, auch beim Klospülen.“
In der Wiener Zeitung erschien 2011 ein Interview von Sonja Panthöfer mit dem damals 79-jährigen und als „sehr vital“ beschriebenen Theo Fischer. In ironisch gefärbten Stellungnahmen betonte Fischer die Gegensätzlichkeit der taoistischen Lebensphilosophie zu pseudospirituellen Methoden, die Veränderung durch magisches „Herbeiwünschen“ propagieren. Diese kritisierte er als „Betrug“ und deren Anhänger als Menschen, „die betrogen werden wollen“.
Im Gegensatz dazu verlange der Weg des Tao „eine absolute Ehrlichkeit von mir selbst“. Die notwendige „Selbstbeteiligung“ und die völlige Abwesenheit von Versprechen stünden allerdings einer breiteren Verbreitung des Taoismus im Weg: „Der Taoismus sammelt keine Scharen von Anhängern, weil er nichts verspricht. Er ist auch für Glaubensgemeinschaften völlig untauglich, weil es nichts gibt, was geglaubt werden könnte.“ Trotz der zu überwindenden Anstrengungen fühle sich der Geisteszustand des Wu Wei, zu deutsch etwa „Nicht-Handeln“, schließlich an „wie Auto fahren mit Chauffeur. Sie haben den Platz am Steuer aus freien Stücken abgegeben und lassen sich hinbringen, wohin Sie möchten.“